# Salomé (Moretto)
Salomé è un dipinto a olio su tavola (56x39 cm) del Moretto, databile al 1540 circa e conservato nella Pinacoteca Tosio Martinengo a Brescia.
L'opera è conosciuta anche con il nome di Tullia d'Aragona o, più spesso, Tullia d'Aragona come Salomé, benché l'identificazione con il personaggio storico di Tullia d'Aragona sia priva di fondamento storico e critico e provenga da errate supposizioni formulate in uno studio di fine Ottocento. La tavola, secondo la critica, inaugura l'ultima produzione del pittore, in cui il Moretto si lascerà andare a composizioni e colori molto più liberi rispetto alle precedenti opere, riprendendo allo stesso tempo molti stilemi di Tiziano.

## Storia
Non è nota la destinazione originale del dipinto, che figura per la prima volta nei documenti storici in un inventario ottocentesco del conte Teodoro Lechi, riportato col titolo Erodiade con pelliccia e una bacchetta in mano. Passa poi ad altri proprietari, sempre in contesto bresciano, e il 20 luglio 1814 viene utilizzato come opera di scambio per ottenere il Battesimo di santa Caterina di Paolo Veronese. La tavola viene infine acquistata dal conte Paolo Tosio nel 1829 e confluirà insieme al resto della collezione del nobile nella Pinacoteca Tosio Martinengo nel 1846.
La tavola è stata restaurata nel 1986 e l'operazione ha liberato la superficie pittorica dalle precedenti stuccature, recuperando quasi completamente la brillantezza della cromia originale.

## Descrizione
Il dipinto raffigura Salomè vestita con sontuose vesti e una ricca pelliccia, recante uno scettro dorato nella mano sinistra. I lunghi capelli sono intrecciati assieme a un velo verde e fili di perle. La figura della donna sembra si appoggi su una lapide marmorea posta in primo piano, sulla quale, a caratteri neri, è posta la scritta "QVAE SACRV IOANIS CAPVT SALTANDO OBTINVIT". Lo sfondo è coperto da alcune piante di alloro.

## Stile
Nella critica ottocentesca il soggetto del dipinto è solitamente identificato come Erodiade, ma l'età fanciullesca dimostrata e l'iscrizione sulla lapide, che si può tradurre con "colei che ha ottenuto la testa di San Giovanni ballando", indicano indubbiamente che si tratta della figlia Salomé la quale, stando al Vangelo secondo Matteo, danzò in pubblico davanti a Erode Antipa e questi giurò di darle tutto ciò che avesse desiderato. Salomé, su istigazione della madre, gli chiese la testa di san Giovanni Battista.
In diverse fonti, anche contemporanee, il personaggio femminile è ritenuto essere un ritratto di Tullia d'Aragona. Questa credenza non ha alcun fondamento critico e storico e discende da un saggio del 1886 di Guido Biagi. Il critico sostiene innanzitutto che sia questa la tradizione comune, già sbagliando poiché, come detto precedentemente, la fanciulla era solitamente identificata con Erodiade. Inoltre, lo studioso afferma che la pretesa operazione di mutamento del soggetto da Tullia d'Aragona a Salomé fu data dalle monache che possedevano in origine il dipinto, le quali aggiunsero l'iscrizione sulla lapide marmorea per rendere palese l'identità della figura. "Poiché il dipinto appartenne prima ad un convento di monache", narra sempre il Biagi, "da una delle quali lo comprò il conte Tosio nel 1829, circa trent'anni dopo la soppressione delle corporazioni religiose, è piuttosto da dubitare che l'iscrizione accennante a Erodiade non sia che una pietosa menzogna di quelle monache, per poter con nome registrato nella storia sacra, nasconderne un altro reso celebre dalle storie profane". Anche questa posizione del Biagi è in realtà errata, poiché il conte Paolo Tosio venne in possesso dell'opera da privati, che a loro volta l'avevano ottenuta da Teodoro Lechi.
Già Pietro Da Ponte, nel 1898, si rende conto della mancanza di fondamento del racconto del Biagi, affermando che "la forma ed il colore dei caratteri dell'iscrizione sono tanto perfettamente uguali a quelli che si vedono su altri cartelli del Maestro, da rendere assai riguardosi a dirla un'aggiunta posteriore".
Pompeo Molmenti torna invece alle affermazioni di Guido Biagi, propendendo di vedervi Tullia d'Aragona "che intorno al velo giallo della cortigiana intrecciò il lauro della poetessa, seppe mostrarsi estimatrice riverente della virtù, e la viltà della sua condizione non le impedì d'essere onorata ed amata dagli ingegni più eletti del suo tempo". "Non c'è perciò da meravigliarsi", pensa il Molmenti, "se il Bonvicino ritrasse fra due rami d'alloro e con in mano una bacchetta d'oro a modo di scettro, Tullia d'Aragona, che ancora in fresca e giovanile età rinnegò le passate sue colpe".
Abbandona del tutto la tradizione leggendaria Adolfo Venturi nel 1929, il quale designa la fanciulla raffigurata con la vera identità di Salomé e inaugurando però una tradizione critica, in seguito piuttosto radicata, molto riduttiva nei confronti del dipinto: "il languido tipo muliebre si altera e volge al classico per l'estendersi degli influssi di Giulio Pippi nell'arte del Bonvicino. La riduzione del tipo morettiano a quello dell'agghindata signora che ascolta la vecchia prima d'inoltrar nella sala del banchetto, si vede nella Salomé, che si presenta con lo scettro di regina, separata dal campo dell'azione macabra, sopra un fondo d'alloro: non la danzatrice, ma la donzella con poca vita; non la tragica portatrice della testa recisa, ma una reginetta da commedia, che niuno riconoscerebbe se non si appoggiasse al marmo con l'iscrizione dichiaratrice dell'esser suo".
Fausto Lechi e Gaetano Panazza, nella scheda sul dipinto esposto alla grande mostra sulla pittura rinascimentale bresciana del 1939, condannano egualmente la leggendaria identificazione con Tullia d'Aragona e osservano a loro volta che "forse la giovane donna è un po' incantata, in una languidezza senza fiamma, ma il Moretto sentiva così, dolcemente, il tipo ideale di donna". I critici si spostano poi sull'analisi delle cromie, trovando che "i colori, tenuti su toni bassi e delicatamente accordati, non potrebbero meglio unirsi alla soave composizione: dal verde ulivo dello sfondo al rosso caldo ma sommesso della veste, dal biondo aureo dei capelli all'ambra delle carni, ai bianchi del velo e dell'ermellino".
Rossana Bossaglia, nel 1963, tratta inoltre del ruolo dell'opera nel percorso artistico del Moretto, vedendolo come esempio molto significativo per inaugurare la serie di opere degli anni '50 del Cinquecento, in cui "il comporre e il colorire doviziosi cui il Moretto indulge sembrano snervare la sua vena, pur con bellissimi effetti, in dorate succulenze tizianesche".